# Cantó de Prémery
El cantó de Prémery és un cantó francès del departament del Nièvre, situat al districte de Cosne-Cours-sur-Loire. Té 14 municipis i el cap és Prémery.

## Municipis
- Arbourse
- Arthel
- Arzembouy
- Champlemy
- Champlin
- Dompierre-sur-Nièvre
- Giry
- Lurcy-le-Bourg
- Montenoison
- Moussy
- Oulon
- Prémery
- Saint-Bonnot
- Sichamps

## Història
| Data d'elecció                           | Identitat       | Partit           | Qualitat |
| ---------------------------------------- | --------------- | ---------------- | -------- |
| 1949-19..                                | M. Guyot        | Divers droite    |          |
| 19..-1973                                | M. Depierreux   | SFIO, després PS |          |
| 1973-1979                                | M. Bonnot       | PCF              |          |
| 1979-1998                                | Paul Cabarat    | RPR              |          |
| 1998-                                    | Jacques Legrain | PS               |          |
| les dades anteriors no són pas conegudes |                 |                  |          |
|                                          |                 |                  |          |

## Demografia
| A partir de 1990: Població sense dobles comptes |